# Puente Ariza
El puente Ariza es un puente en arco situado en el km 36,147 de la antigua carretera comarcal CC-3217, que une Úbeda con Arquillos, en la provincia de Jaén, en Andalucía, España.
Se construyó en el siglo XVI para salvar el río Guadalimar y pertenece al tipo de puentes de bóvedas de gran luz que se construyeron en esa época, en la zona septentrional de Andalucía, como los puentes de Montoro y Marmolejo, sobre el Guadalquivir, o el de Benamejí, sobre el río Genil.

## Descripción
Se trata de un puente en fábrica de sillería con cinco bóvedas de cañón, superando la central los 31 m de luz, poseyendo además una embocadura de doble rosca. Originalmente tenía un perfil alomado, pretiles de obra y tajamares semicirculares aguas abajo y triangulares aguas arriba. No obstante, la reparación sufrida en 1868 reconstruyó los tajamares de forma poco adecuada y rectificó la rasante, rebajando el lomo de asno, aunque aún es perceptible. Todo ello le da actualmente un cierto aspecto heterogéneo.

## Historia
Fue construido entre 1550 y 1560 según el proyecto del arquitecto y maestro de cantería Andrés de Vandelvira, autor también de la catedral de Jaén, y financiado por el obispo de Jaén, Diego de los Cobos y Molina, por tratarse de la principal vía de comunicación entre Úbeda y la meseta. Además de la gran reforma citada de 1868, en la década de 1980 se introdujo una segunda bóveda bajo una de las laterales ya existentes, con el fin de acodolar la estructura y contrarrestar los empujes laterales de las pilas, que tienen un espesor de entre 5,6 y 9,5 m.
Desde 1998, como consecuencia de la entrada en funcionamiento del embalse de Giribaile y la construcción de un nuevo puente, de mayor altura y longitud, quedó sin uso, al verse afectado por el nivel máximo del embalse. La carretera CC-3217, por su parte, fue desviada por la carretera autonómica A-301 de Jaén.
Su situación actual supone un claro riesgo de pérdida de la obra, totalmente sumergida bajo las aguas, salvo en periodos de sequía. El puente emergió del agua por primera vez en su historia en febrero de 2010.
En junio de 2024 fue declarado bien de interés cultural, con la categoría de monumento. El monumento queda a la espera a que se implementen las medidas de protección que le otorga la ley.